# Choroba mikrofalowa
Choroba mikrofalowa, choroba telegrafistów – zmiany patologiczne w ciele człowieka pod wpływem pola elektromagnetycznego. Na temat przyczyn i rzeczywistego występowania tej choroby, zwłaszcza w przypadku słabych pól elektromagnetycznych, istnieją liczne dyskusje i rozbieżności.
W Polsce choroba mikrofalowa została wykreślona z listy chorób zawodowych dla osób cywilnych w Rozporządzeniu Rady Ministrów z dnia 30 lipca 2002 r., nadal jednak występuje w dokumentach dotyczących chorób zawodowych służb ochrony kraju jak wojsko, wywiad czy więziennictwo.
Pole elektromagnetyczne o dużym natężeniu powoduje zmiany czynności bioelektrycznej narządów, reakcje hormonalne, uszkodzenia narządów i tkanek, zmiany w układzie nerwowym oraz zmiany patologiczne. Zmiany patologiczne są dzielone na obiektywne i subiektywne. Według niektórych źródeł w podobny sposób działa też pole elektromagnetyczne o bardzo małym natężeniu - poniżej polskich wartości granicznych. Mechanizm działania próbował już 1968 roku wyjaśnić polski fizyk, profesor Stefan Manczarski (1899-1979). W 1968 sformułował on teorię wpływu słabych pól elektromagnetycznych na elektrony swobodne w mitochondriach.
Pierwsze opisy chorobowych zmian w organizmie pod wpływem pola elektromagnetycznego opisał dr Erwin Schliephake. Później zagadnieniem tym zajmowali się Horn (1934), i Dänzer (1938). Jednym z pionierów badań tej choroby był dr Piotr Czerski.
Do głównych objawów choroby mikrofalowej zaliczył on:
1. w zakresie dolegliwości subiektywnych, których doświadcza sama osoba poszkodowana: - ogólne osłabienie, częste i uporczywe bóle głowy, nadmierna drażliwość nerwowa, szybkie zmęczenie, ospałość, obniżenie energii życiowej wyrażające się osłabieniem normalnych zainteresowań, osłabienie popędu płciowego, nadwrażliwość na nasłonecznienie, oraz rozmaite niedyspozycje ze strony przewodu pokarmowego;
2. w zakresie dolegliwości obiektywnych obserwowanych przez lekarzy czy inne osoby to - obniżenie ciśnienia krwi, zwolnienie akcji serca, drżenie rąk, nadmierna potliwość rąk i stóp, zmiany w krwi i w układzie krwiotwórczym, dyskretne zmiany w czynności bioelektrycznej mózgu (EEG) i serca (EKG) oraz rozmaitej wielkości zmętnienia w soczewce oka oraz tzw. "neurologiczny zespół choroby mikrofalowej".

Profesor Barański z Warszawskiego Instytutu Medycyny Lotniczej opisał zmiany czynności bioelektrycznej mózgu oraz zwiększoną wrażliwość na kardiozol u osób skażonych promieniowaniem z zakresu mikrofalowego z racji wykonywania zawodu. Czerski w swojej pracy opisuje na podstawie własnych doświadczeń chorobę mikrofalową i uszkodzenia chromosomów.
Zagadnieniem oddziaływania słabych, szybkozmiennych pól elektromagnetycznych zajmował się L. Minecki z Państwowego Instytutu Ochrony Pracy. Opisał on m.in. uszkodzenia chromosomów i embrionów.
Dr Ulrich Warnke, z Uniwersytetu Saarland, Niemcy pisał:
..myśmy byli wcześniej w naukowym konsensusie daleko bardziej zaawansowani niż dzisiaj. Zespół mikrofalowy choroby częstotliwości radiowej jest uznany w nauce od bardzo dawna jako medyczna rzeczywistość